# Lithocarpus paniculatus
Lithocarpus paniculatus är en bokväxtart som beskrevs av Hand.-mazz. Lithocarpus paniculatus ingår i släktet Lithocarpus och familjen bokväxter. Inga underarter finns listade.